# Diablo

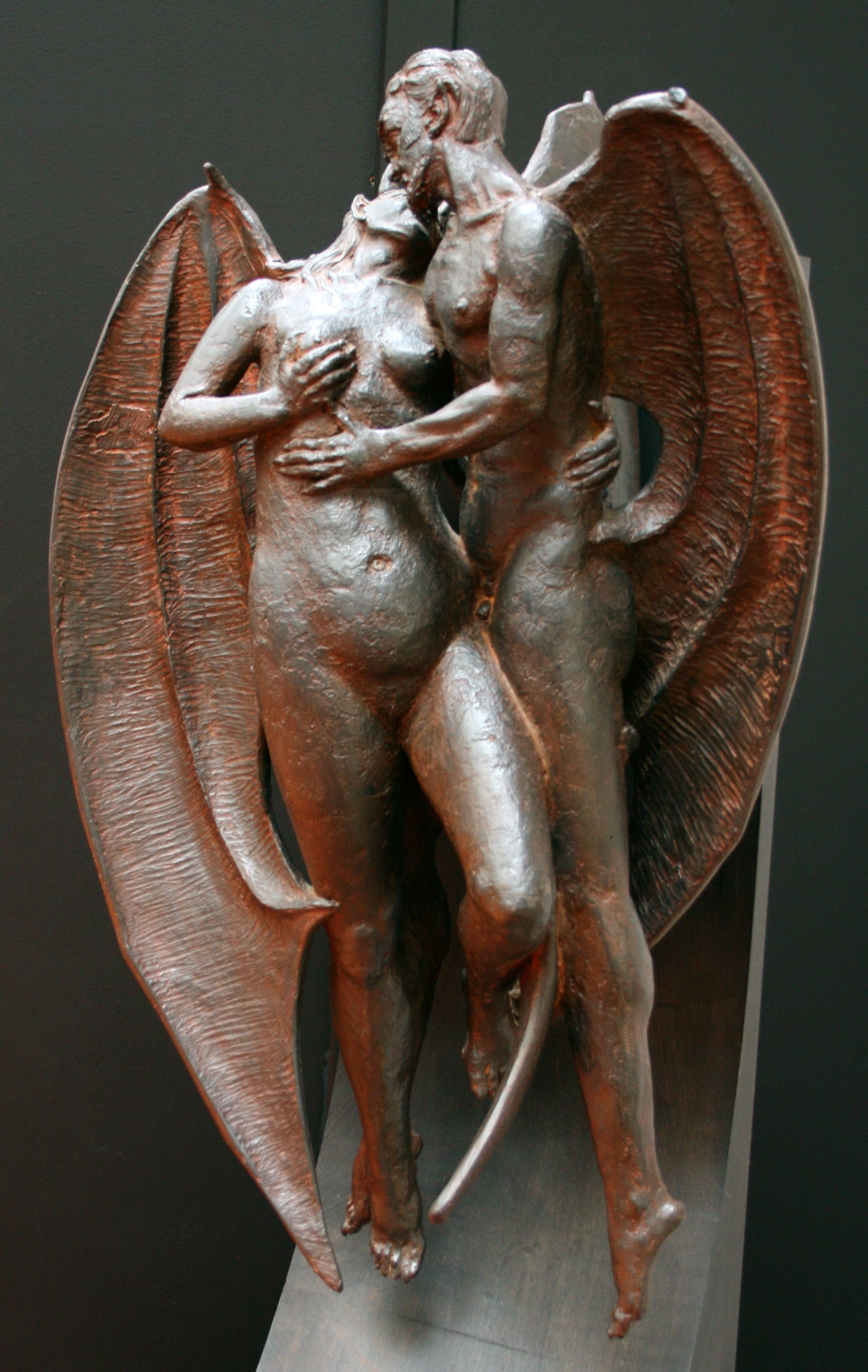
Representación física del diablo en el Museo Žmuidzinavičius en Kaunas.

El diablo es la personificación del mal tal como se concibe en diversas culturas y tradiciones religiosas. Se ve como la objetivación de una fuerza hostil y destructiva.
La historia de este concepto se entrelaza con la teología, mitología, psiquiatría, el arte y la literatura, pero desarrollándose de forma independiente dentro de cada una de las tradiciones. Históricamente en muchos contextos y culturas se le dan nombres diferentes —Satanás, Lucifer, Belcebú, Mefistófeles, Luzbel, Baphomet—, atributos y representaciones. La definición de lo que es un diablo está directamente relacionada con cada cultura.

## Etimología

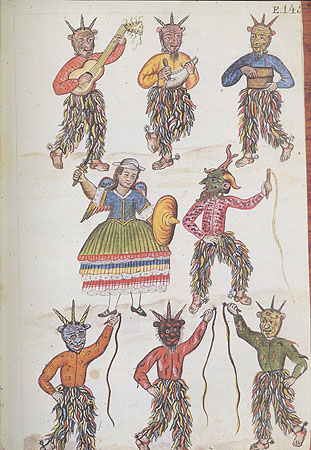
La danza de los Diablos en las regiones andinas, representa el enfrentamiento entre las fuerzas del bien y del mal, reuniendo tanto elementos propios de la religión católica introducida durante la presencia hispánica como los del ritual tradicional andino. Pintura de la Danza de los diablicos en Túcume, Perú.

La palabra procede del latín Diabolus. Esta a su vez fue tomada del griego διάβολος diábolos, "calumniador". El griego usa las palabras διαβάλλειν diabállein "calumniar" que se origina de διά diá " a través de" y βάλλειν bállein "arrojar" probablemente similar al sánscrito gurate, "él levanta".
Una versión plantea que la palabra «diablo» derivaría del idioma protoindoeuropeo *deiwos, adjetivo que significa ‘celestial’ o ‘resplandeciente’, una derivación preindoeuropea de la raíz *diw (‘resplandecer’), relativa sobre todo al cielo diurno. Otra posibilidad más remota es la raíz *diiv (‘jugar’).[cita requerida]

### Uso en el español
La primera vez que aparece la palabra diabolo en el español es en las Glosas Emilianenses del siglo X en una glosa marginal que dice: "Elo tercero diabolo". En los siglos siguientes de la Edad Media diabolo/diablo tiene un uso más extendido que su sinónimo demonio, aunque lo usa Gonzalo de Berceo con el significado de geniecillo o espíritu travieso y divinidad inferior. Precisamente es Berceo quien relata a principios del siglo XIII la leyenda griega de Teófilo en forma de clérigo judío que para alcanzar un mayor grado eclesiástico hace un pacto con Satanás —que recibe los calificativos de "falso ángel", "sutil adversario", "mortal enemigo", "cativa bestia" y "maestro savidor"— aunque interviene la Virgen María que se apodera del papel que Teófilo había firmado. Referencias al diabolo/diablo aparecen en el Libro de Apolonio, en el Libro de buen amor del arcipreste de Hita —que también recoge la leyenda de Teófilo— y en el Conde Lucanor del infante don Juan Manuel.

## Nombres y representaciones

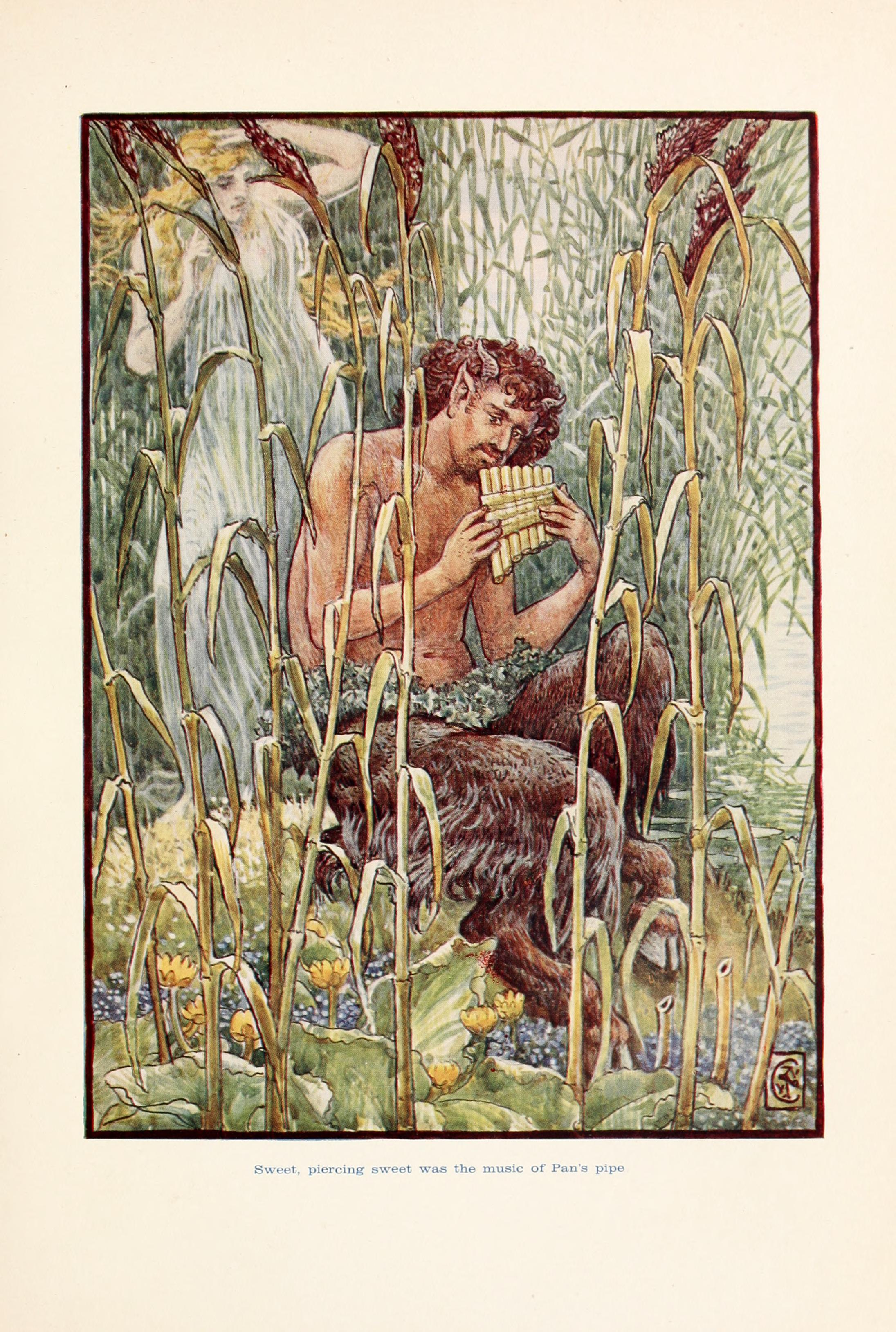
La imagen del Diablo, para algunos fue inspirada en el Dios Pan de la mitología griega, debido a la influencia griega en la cultura judeo-cristiano.

Los nombres más comunes o conocidos con que se nombra al diablo en la Biblia son: Lucifer, Satanás, Belial, Samael,[cita requerida] «antigua serpiente», «gran dragón», «el dios negro», «el dios de este siglo» y «el padre de la mentira». En la República Dominicana y al resto de América Latina, se ha adoptado algunos sinónimos como son: Diale, Diantre, Diache o Mandinga. En México este personaje es conocido popularmente como «chamuco».
Es quien crea y dirige a la Bestia (estructura de poder imperial). El número del diablo, considerado la Marca de la Bestia, es el seiscientos sesenta y seis (666) y para otros es el seiscientos dieciséis (616).

### Equivalencia en otras religiones

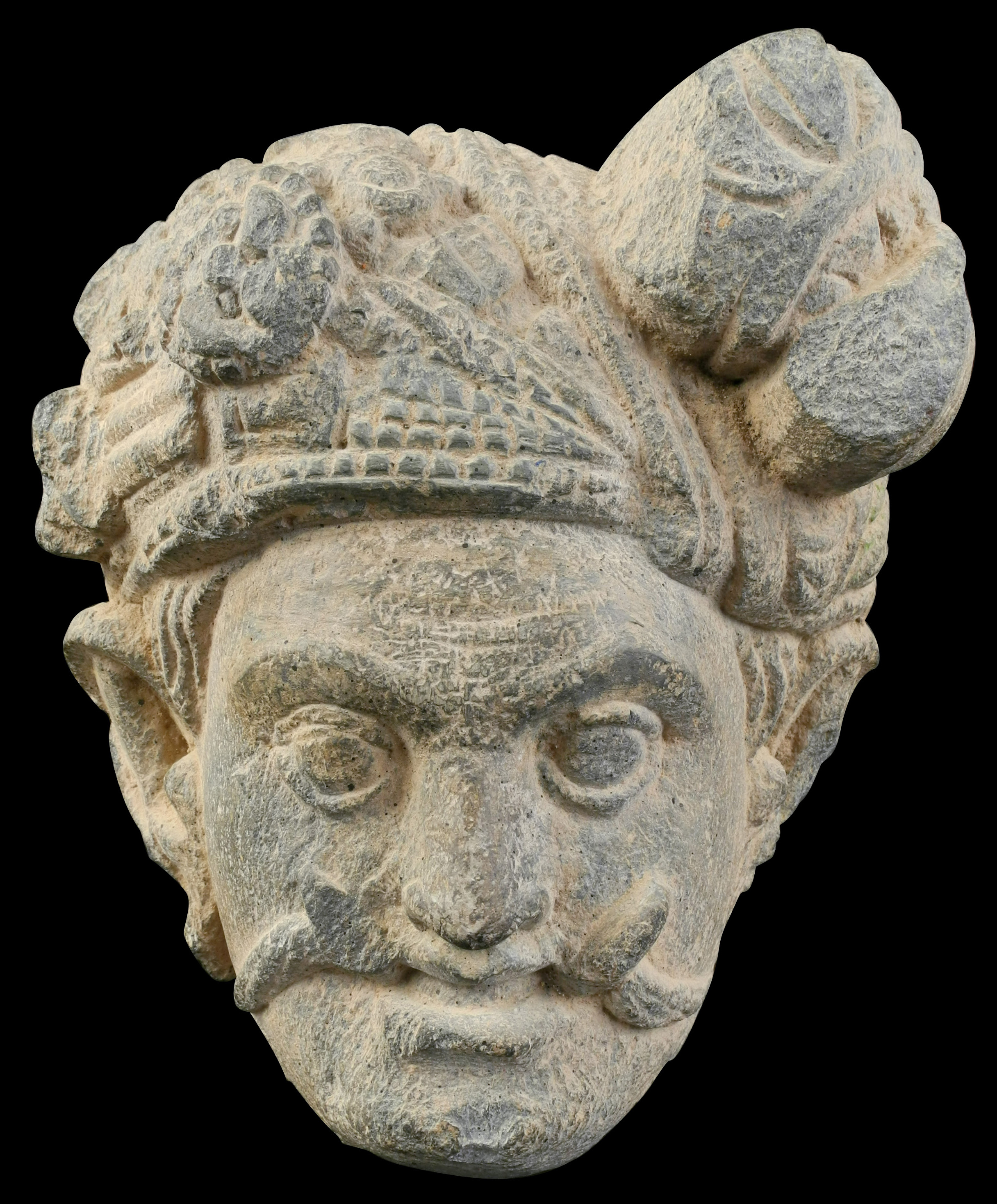
Imagen de Mara, según en la religión Budista es el demonio que intento tentar a Buda Siddharta Gautama. Fragmento de Alivio de Mara al estilo de Gandhara, que se encuentra en el Distrito de Swat, Pakistán.

En otras culturas y creencias religiosas, también tienen ciertos conceptos de un ser maligno o de varios seres malignos, a diferencia del cristianismo, el judaísmo y el islam de que el Diablo es conocido como un ángel caído o un demonio, en otras culturas era conocido como dioses del mal y expulsados del cielo. Según las leyendas de otras culturas, que estos dioses del mal se revelaron contra un Dios o Diosa de la creación o de varios dioses creadores. Caso coincidente como sucede en los relatos bíblicos.
Por ejemplo en el budismo, se le conoce como Mara, quien intentó evitar que el Buda Siddharta Gautama alcanzara la iluminación y destruyera el Ego.
En el zoroastrismo, se le conoce como Angra Mainyu, siendo la representación del mal, y no necesariamente un dios o un ente propiamente tal.
Respecto al hinduismo, en occidente se le suele asociar a la figura de Iama o Yama, el dios de la muerte, el señor de los espíritus de los muertos y guardián del inframundo; sin embargo Iama no es una entidad demoníaca, siendo más bien el "equivalente" de demonios hindúes los Asuras.
En las culturas precolombinas, por ejemplo en la cultura incaica, el Supay es una figura ambivalente, definida por el sincretismo, que ha sido asimilada al Diablo de la cultura cristiana, pero que también es adorado como señor de las profundidades o Salamanca. A diferencia de lo que sucede con el Diablo cristiano, "el indígena no repudiaba al Supay sino que temiéndole, lo invocaba y rendía culto para evitar que le hiciera daño".
Sin embargo, existe una leyenda con respecto al lago Titicaca, como ser la caída del ser humano al pecado y que tiene cierta similitud con el relato bíblico del Génesis como ser la tentación de Adán y Eva.
Cuenta la leyenda que el lago Titicaca era un valle fértil y poblado de personas que vivían felices en paz y armonía.
Nada les faltaba, la tierra era rica y les procuraba todo lo que necesitaban. Sobre esta tierra no se conocía ni la muerte, ni el odio, ni la ambición. Los Apus, los dioses de las montañas, protegían a estos seres humanos.
No les prohibieron más que una sola condición: que nadie debía subir a la cima de las montañas donde ardía el Fuego Sagrado.
Durante largo tiempo, estas personas que habitaban el valle no pensaron en infringir esta orden de los dioses. Pero el Supay, espíritu maligno condenado a vivir en la oscuridad, no soportaba ver a estas personas vivir tan tranquilamente en el valle.
Él se ingenió para dividir a los hombres sembrando la discordia.
Les pidió probar su coraje, para desafiar al dios creador, Viracocha, para encontrar el Fuego Sagrado a la cima de las montañas.
Entonces un buen día, al alba, estas personas desobedecieron y comenzaron a escalar la cima de las montañas, aunque a medio camino fueron sorprendidos por los Apus.
Éstos comprendieron que los hombres habían desobedecido y decidieron exterminarlos. Miles de pumas, salieron de sus cavernas y se devoraron a estas personas y que suplicaban al Supay por ayuda. Pero este permanecía insensible a sus súplicas.
Viendo eso, Inti, el dios del Sol o Viracocha, se puso a llorar. Sus lágrimas eran tan abundantes, hasta formar un diluvio y que en cuarenta días inundaron el valle.
Solo un hombre y una mujer llegaron a salvarse sobre una barca de junco. Cuando el sol brilló de nuevo, el hombre y la mujer no creían ver ante sus ojos, bajo el cielo azul y puro, estaban en medio de un lago inmenso. En medio de esas aguas flotaban y los pumas que estaban ahogados y transformados en estatuas de piedra.
En las culturas andinas, como en los Departamentos de Oruro y Potosí en Bolivia, los mineros lo conocen como el tío de la mina. Está representado con la imagen del diablo, influencia del coloniaje y de la imposición del cristianismo. Según sus creencias, es el guardián de las minas y su imagen es venerado por los mineros con ofrendas similar a los santos, aunque nada que ver con rituales satánicos. Según la fe de los mineros hacia el tío, es para que no les falte las riquezas.
La chicua en la llanura amazónica del Perú, según la mitología amazónica, es considerado un maligno “diablo” enviado por algún brujo malero, o uno de estos brujos que busca vengarse de alguien. Cuando canta cerca de una casa la gente se pregunta a quién habrá venido a buscar ese maldito pájaro.
En la cultura maya, destacan los Ajawab o los "señores del inframundo" , los que gobiernan el Xibalbá, conocido como el inframundo. Principalmente por la descripción que de él hace el Popol Vuh (Pop wuj, en k'iche'), cuya traducción sería "Libro del Consejo" o "Libro de la Comunidad", descubierto en época posterior a la conquista española en el siglo XVIII, traducido al latín por Fray Francisco Ximénez desde una perspectiva católica. De ahí que se refiera al Xibalbá con mucha semejanza al infierno cristiano. 
Sin embargo el concepto de "mal" está explícitamente representado en las características de otros seres de la mitología maya, como Wuqub Qak'ix y su familia, o mediante defectos en las personalidades de los primeros seres humanos creados. Xib'alb'a no es entonces el infierno, ya que representa a la muerte y la enfermedad, vistas como parte de la existencia y no como castigo. Es más preciso referirse a Xib'alb'a como el inframundo.
En la cultura azteca destaca Kisín, según esta cosmología, el infierno regido por Kisín es en realidad una especie de purgatorio para la mayoría de las personas que mueren: sin embargo las mujeres que mueren en el parto o los soldados muertos en batalla no deben pasar por allí, y en cambio los suicidas quedan relegados a permanecer allí por toda la eternidad.
Los antiguos mayas lo imaginaban como un esqueleto con los ojos colgantes. Su oponente era el dios del maíz y la vegetación, llamado Ah Mun o Hun-Hunahpu que a menudo se muestra con una mazorca de maíz creciendo en su cabeza.
Para los lacandones Kisín es «un personaje iracundo, que patea la base de la gran ceiba cuando está de mal humor, provocando seísmos».
Para la cultura popular actual, Kisín ha permanecido como un personaje que habita el subsuelo y a quien se le atribuyen los terremotos.
Los guanches, antiguos aborígenes de la isla de Tenerife de Canarias, España, destacaban a Guayota o Guaiota a la principal entidad maligna de su mitología según los primeros historiadores de Canarias.
Una leyenda literaria moderna popularizada recientemente pero sin base en las fuentes históricas tradicionales habla de un enfrentamiento entre Guayota y el dios supremo Achamán. Guayota había encerrado al dios del sol Magec en el interior del Teide, sumiendo a todo el mundo en la oscuridad. Los guanches pidieron clemencia a Achamán, quien tras una encarnizada lucha consiguió derrotar a Guayota, liberar a Magec y taponar el cráter con Guayota en su interior.

### Representaciones en imágenes

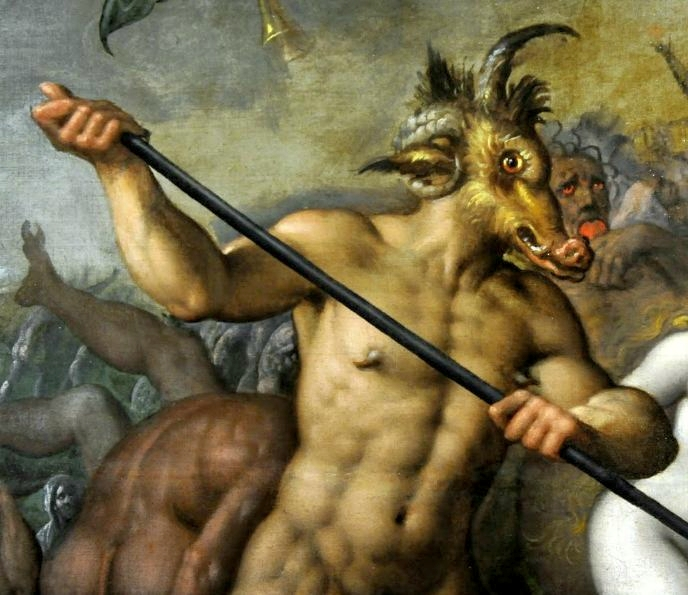
Los cuernos de una cabra y un carnero, piel de cabra, las orejas, la nariz y los caninos de un cerdo, es una representación típica del Diablo en el arte cristiano. La cabra, el carnero y el cerdo han sido asociados consistentemente con el detalle de una pintura del siglo XVI por Jacob de Backer en el Museo Nacional de Varsovia en Polonia.

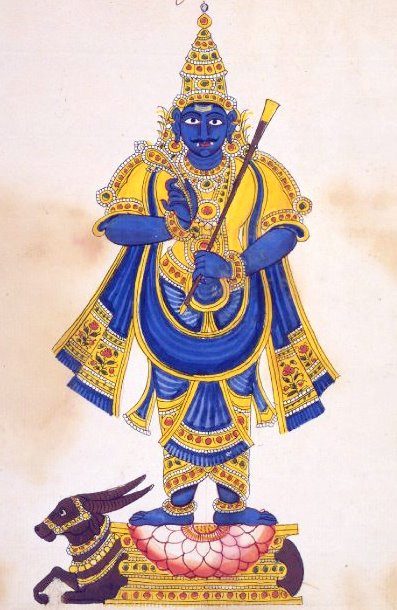
Según el hinduismo, Iama o Yama, es el demonio o el dios de la muerte. Pintura de 1814.

La imagen del Diablo ha sido representada de varias formas. Hasta el momento el símbolo más popular es una bestia (con cola, cuernos y patas de cabra) con un trinche en su mano. Otros lo han reproducido con la figura de una cabra, como el macho cabrío, aunque tergiversada. El macho cabrío representaba al dios griego Pan de aspecto divino. Tras la Inquisición, la cultura cristiana lo asoció a Satanás.
Se lo ha asociado con distintos animales, como el carnero, el cerdo, el cuervo, el sapo, el lobo, la rata, el dragón, la serpiente y hasta con un tiburón blanco, todas imágenes deformadas por algunas supersticiones en base a comparaciones.
El carnero tiene las dos características en la cultura cristiana, por sus cuernos encarna al Diablo pero también es el cordero de Dios que simboliza la paz. 
El cerdo es considerado un mamífero inmundo y representa a uno de los siete pecados capitales: la gula.
El cuervo es un ave de mal agüero (predice y da mala suerte) debido a su plumaje negro, su grito ronco y su necrofagia. Según algunas supersticiones, cuando alguna persona moría, este se llevaba su alma hacia un mundo oscuro. En la Biblia hay varios pasajes en los cuales cumple un rol benefactor: en el primero, Noé suelta un cuervo para comprobar el retroceso de las aguas después del diluvio. En el segundo, son enviados por Dios para sustentar al profeta Elías de manera sobrenatural. Está escrito en el primer libro de los Reyes en el cual se narra que los cuervos le llevaban alimento (pan y carne) dos veces al día por orden de Dios cuando él tuvo que esconderse junto el arroyo Queritsi. Para las culturas mayas y los esquimales encarnaba un animal sagrado. 
En la cultura cristiana el sapo representaba el pecado y la muerte y, como demonio, podía encarnarse. Sin embargo, en la cultura aymara de los Andes, hasta la fecha es considerado sagrado y de buena fortuna. 
El lobo en la época medieval simbolizaba la encarnación del mal y de las tinieblas, aunque en la tradición grecorromana era una de las formas de representar al dios Zeus, considerado un animal sagrado y divino para otros dioses como Marte y Apolo. Un ejemplo: la loba que amamantó y protegió a Rómulo y Remo.
El caso del mono fue asociado con los bajos instintos, la sensualidad y los vicios.En contraste, en la cultura india era uno de los avatares del famoso dios Shiva de carácter sagrado. 
A partir de la Edad Media comenzó la creencia de que el Diablo se encarnaba en un gato negro. Era la mascota preferida por las brujas por lo cual representaba la brujería. Al día de hoy existe la superstición de que si a alguien se le cruza un gato negro en el camino tendrá un día de mala suerte. En una de las pinturas, la diosa Bastet es representada con una cabeza de gato negro. Sin embargo, este felino no siempre representó el mal; en el antiguo Egipto, sin importar el color que tenían los gatos, eran considerados sagrados y divinos, además de protectores contra los malos espíritus.  
El perro de raza Rottweiler, originario de Alemania, encarnaba al Diablo por su color negro y amarillo fuego durante la Edad Media. Era asesinado por ese motivo. Se hicieron populares en 1976 con la película de terror La profecía porque era el compañero fiel del Anticristo. La Iglesia católica declaró a San Roque el Santo patrón de todos los perros sin distinción de raza. 
En los sueños la rata significa la cara de los demonios o la brujería; por el contrario, en la India es considerada un animal sagrado que representa el vehículo del dios Ganesh. 
Los cristianos heredaron la idea hebrea del dragón. Aparece en el Apocalipsis del apóstol Juan y en otras tradiciones. A partir del Medioevo, en el arte representa el pecado y cuando aparece bajo los pies de los santos y mártires manifiesta el triunfo de la fe y los reinos cristianos sobre el diablo. La leyenda de San Jorge y el dragón muestra claramente este significado. En el simbolismo medieval la idea de lucha contra los dragones sirvió para fortalecer la motivación de los reinos cristianos. Representaban la apostasía, la herejía y la traición pero también la cólera y la envidia y presagiaban grandes calamidades. Varias veces significaban la decadencia y la opresión, aunque sirvieron también como símbolos para la independencia, el liderazgo y la fuerza. Se puede apreciar en algunas pinturas la representación del Arcángel San Miguel peleando con el Dragón. Para algunas tribus antiguas de Europa y el Lejano Oriente el dragón era y es considerado un animal sagrado de aspecto divino y guardián de los tesoros, incluso está asociado a la sabiduría y la fortuna. 
La serpiente está inspirada en el Génesis (primer libro de la Biblia). Representa el pecado, la tentación y la mentira, basado en la tentación de Adán y Eva. Se ha pintado la imagen de la Virgen María pisando una serpiente. Dentro de la cultura judeocristiana también hay ciertas contradicciones. La serpiente ha sido asociada con el bastón de Moisés de aspecto sagrado y milagroso. En el Lejano Oriente, la serpiente es signo de sabiduría y energía, es un animal sagrado, divino y protector contra las energías negativas. Por ejemplo, el dios Shiva en la cultura india está también representado en forma de una serpiente, sobre todo, una cobra. 
El tiburón blanco manifiesta para algunos el mal y el terror en las aguas, incluso dándole un significado como el demonio del mar. Por ejemplo en la película Tiburón, se hizo popular como género de terror y con la intención de provocar miedo y pánico a los espectadores, considerándolo un pez diabólico. Por otro lado, los nativos o pueblos indígenas de la Polinesia, hasta la fecha los consideran animales sagrados y la encarnación de dioses y de las almas de seres queridos. Según sus creencias, cuando estos aparecen cerca de la orilla de las playas, su visita es considerada una protección contra las energías negativas. 
En otros casos, la imagen del Diablo dentro de la cultura cristiana ha sido representada simplemente con la figura de un ángel caído del cielo. Un ejemplo de ello es el monumento de la fuente del Ángel Caído en Madrid. También es reproducido simplemente como un hombre con diferentes rasgos físicos y con una actitud psicológica cruel o malvada.

## El diablo en diferentes religiones

### Judaísmo

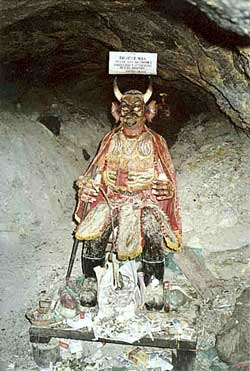
Una representación de la imagen del Diablo en la región andina conocido como El Tío de las minas de los Departamentos de Oruro y Potosí, Bolivia.

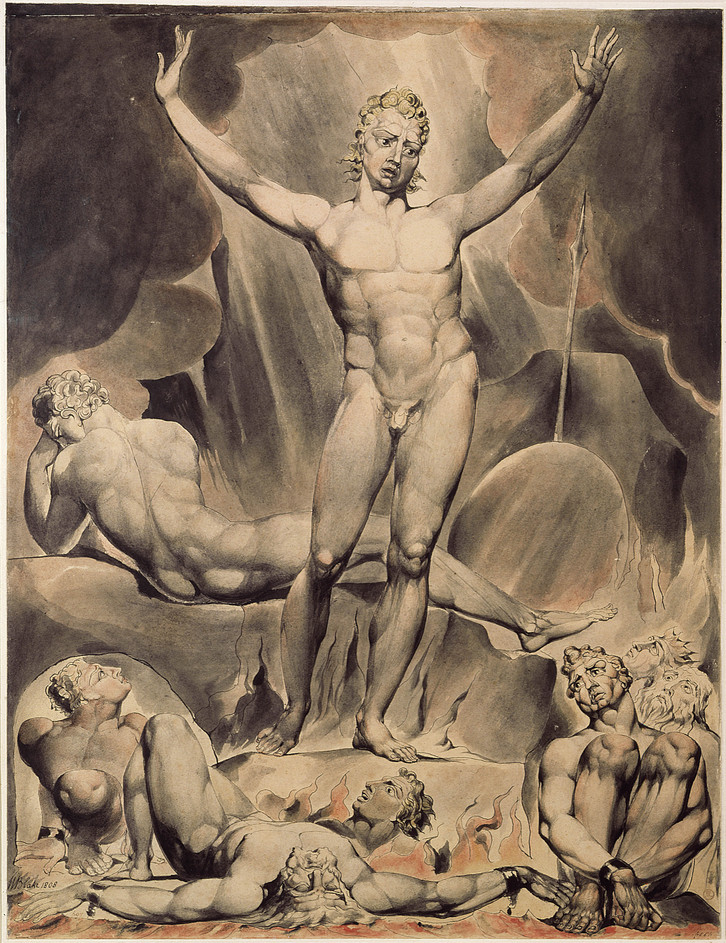
Ilustración del Diablo o Satanás de William Blake, presente en El paraíso perdido de John Milton.

En el judaísmo no hay un concepto claro acerca de la personificación de este personaje a diferencia de religiones como el cristianismo o el islamismo. En hebreo, la palabra bíblica ha-Satán significa ‘el adversario’ o ‘el obstáculo’, o también ‘el acusador’ (reconociendo que el dios Yahveh es visto como el juez último).
El concepto de diablo se toma directamente del Libro de Job. En este relato, ha-Satan no es un nombre propio, sino el título de un ángel subordinado a Yahveh; él es el fiscal jefe de la corte divina. En el judaísmo, ha-Satan no hace mal, le indica a Yahveh las malas inclinaciones y acciones de la humanidad. En esencia, ha-Satán no tiene poder mientras que los humanos no hagan cosas malas y Dios no le de permiso. El libro de Job cuenta que después de que Yahveh señala la piedad de Job, ha-Satán le pide autorización para probar la fe de Job. Job siendo un hombre justo es afligido con la pérdida de su familia, de sus propiedades, y más tarde, de su salud, mas él sigue siendo fiel a Yahveh. Como conclusión de este libro, Dios aparece como un torbellino, explicándoles a los presentes que la justicia divina es inescrutable. En el epílogo, las posesiones de Job son restauradas y él obtiene una segunda familia para "reemplazar" a la primera, que murió.
En la Torá, este perseguidor es mencionado varias veces. Un momento importante se presenta en el incidente del becerro de oro. El perseguidor es el responsable por la inclinación al mal (yetser harah), de todos los hombres. En la Torá, él es el responsable de que los hebreos construyeran un ídolo (becerro de oro) mientras Moisés estaba en la cima del monte Sinaí recibiendo la Torá de parte de Yahveh. En el Libro de las Crónicas, el perseguidor incita a David a hacer un censo ilegítimo. De hecho, los libros de Isaías, Job, Eclesiastés y Deuteronomio tienen pasajes en los que el dios Yahveh es mostrado como el creador del bien y del mal en el mundo.

### Cristianismo
Según el cristianismo, el Diablo, también conocido como Lucifer o Luzbel, es un ser preternatural maligno y tentador de los hombres (un demonio). En el Nuevo Testamento se le identifica con el Satán hebreo del Libro de Job (1:6-8), con el Diablo del Evangelio de Mateo (4:8-10), con la serpiente del Génesis (3:1-5) y con el gran dragón del Apocalipsis (12:9), todos como un solo personaje.  
Debido a la amalgama de tradiciones que confluyen en su construcción, su significado doctrinal es un tanto confuso. En el Libro de Job (1:6) el Diablo forma parte de los "hijos de Dios", expresión que proviene de la mitología cananea de Ugarit. Dicha denominación fue usada en el Antiguo Testamento para designar a los ángeles o emisarios divinos, entidades que tienen gran parte de su origen en el contacto con otras religiones como el zoroastrismo y con paralelos paganos en los cultos egipcios, asirio-babilonios (milenios IV a I a. C.) y grecorromanos. Solo en los escritos judíos tardíos (dos últimos siglos antes de la era común) se confronta a Dios con Satán, pues se considera incapaz a la divinidad de producir los males humanos. En este sentido, la teóloga liberal Uta Ranke-Heinemann considera esta creencia en el diablo como causante del mal una superstición, aunque cumpliría una función: «El hombre ha inventado al diablo para exculparse él».
La doctrina cristiana sostiene que Dios es la fuente y el señor de todas las cosas, mientras que Satán es una criatura, un ángel caído sometido a Dios y no puede actuar si no es con permiso de Dios.

### Bahaísmo
En la fe bahaí no se cree que exista una entidad sobrehumana y malévola como un diablo o satanás. Sin embargo, estos términos aparecen en los escritos sagrados bahaís, donde se utilizan como metáforas de la naturaleza inferior del hombre. Se considera que los seres humanos tienen libre albedrío y, por lo tanto, pueden volverse hacia Dios y desarrollar cualidades espirituales o alejarse de Dios y sumergirse en sus deseos egocéntricos. Los individuos que siguen las tentaciones del ego y no desarrollan virtudes espirituales a menudo se describen con la palabra satánicos. Los escritos bahaís también afirman que el diablo es una metáfora del "yo insistente" o "yo inferior", que es una inclinación egoísta dentro de cada individuo. Aquellos que siguen su naturaleza inferior también son descritos como seguidores del "Maligno".

### Zoroastrismo
En el zoroastrismo, Angra Mainyu (Avesta), también Ahriman o Arimán (en persa اهريمن, tr. Ahrimán), cuyo nombre significa "espíritu atormentador" es el jefe de todo mal, pues "él ha introducido la limitación, la mancha, la enfermedad en la esplendorosa creación de Ahura Mazda."

## En la Biblia

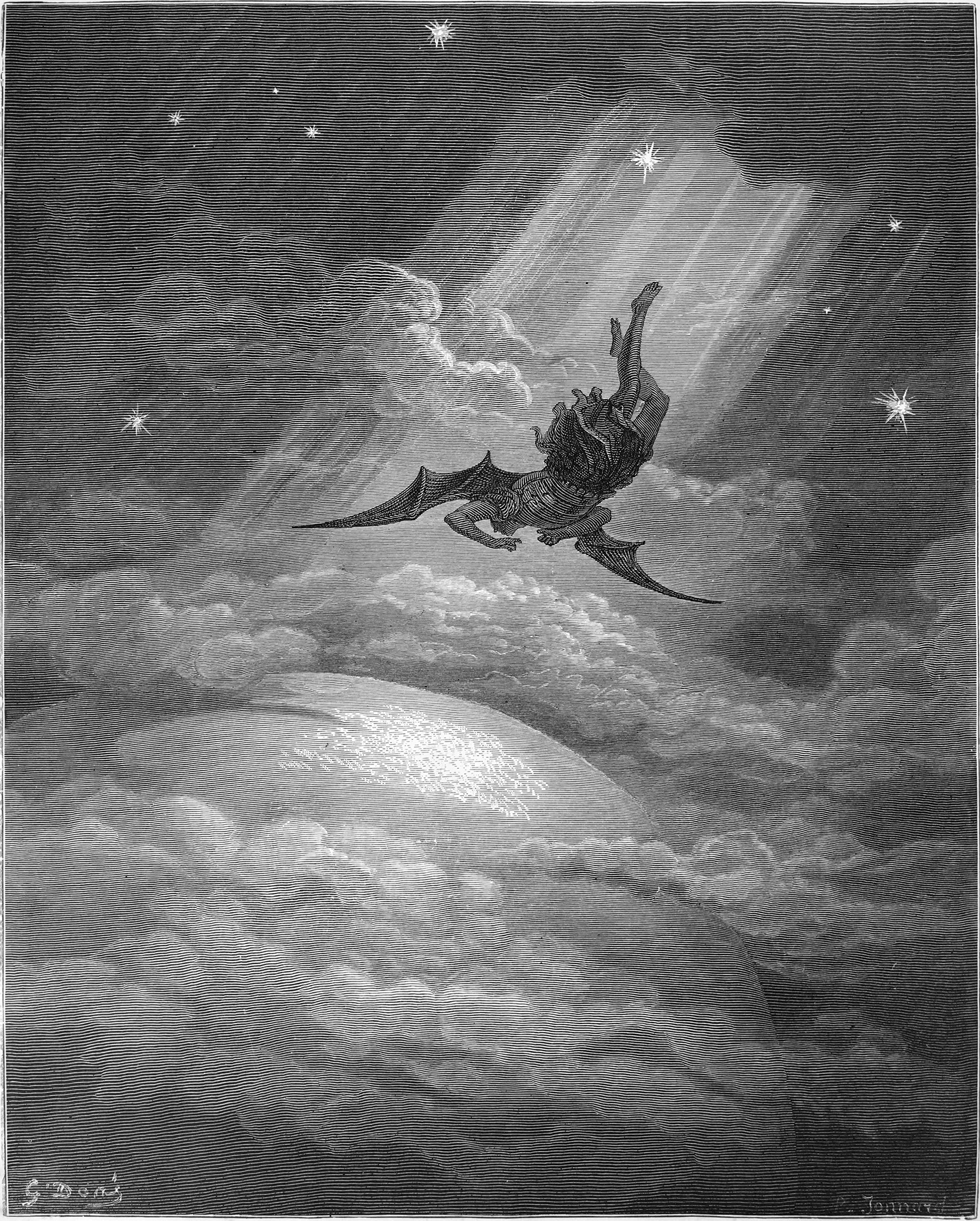
La caída del Diablo, según Gustave Doré.

### Etimología
Para referirse a este ser sobrenatural, la Biblia hebrea utiliza el término Satan (‘fiscal en un juicio’ y, derivado de aquí, ‘adversario’) con el cual remite al acusador de los hombres ante Dios y aquel que incita al mal. Con esta acepción aparece, por ejemplo, en Job 1:8-12.
En el siglo III a. C., con la redacción de la Biblia de los Setenta, los traductores griegos del Antiguo Testamento sustituyeron el hebreo Satan por el griego Diabolos (Διάβολος), que significa ‘acusador’ o ‘calumniador’, sustantivo que proviene del verbo diaballein (‘calumniar, difamar’) y este a su vez de las raíces dia (‘a través’) y ballein (‘arrojar’).

### Descripción
El texto de Isaías (Is. 14:12-15) parece referirse a esta historia. El último versículo de este texto muestra que este relato se aplica a un hombre (proverbios contra el rey de Babilonia), aunque indirectamente está dirigido a Satanás (ver Isaías 14:4).
El relato habla de su ambición por llegar más allá de las estrellas de Dios, en la Biblia se suele referir como ‘estrellas’ a los reyes de Israel (y posteriormente de Jerusalén) del linaje de David descendiente de Jacob (Números 24:17).
Otro texto habla sobre este tema, y se encuentra en Ezequiel 28:12-19, en donde se profesa una advertencia sobre el rey de Tiro; que describe muy bien el origen del Diablo o "Lucifer" (portador de la luz). También habla que en un momento determinado de la historia, "para siempre dejará de ser", dando a entender la victoria de Yahvé sobre el Diablo (Jeremías 51:44; Hageo 2:6,7).
Un tercer mensaje con características similares encontramos en Ezequiel 31:1-18. Allí se dirige un mensaje para el rey de Egipto (nuevamente con un mensaje doble: para el monarca humano y al mismo tiempo para Satanás).
El apóstol Pedro indicó que el Diablo que es como un león rugiente que trata de devorar a quienes están en ignorancia (Primera de Pedro 5:8). El libro del Apocalipsis también describe al diablo como un ser colérico que conoce que le queda un corto espacio de tiempo, y que fue arrojado abajo a la tierra, según Apocalipsis 12:12.

## Dios como el Diablo

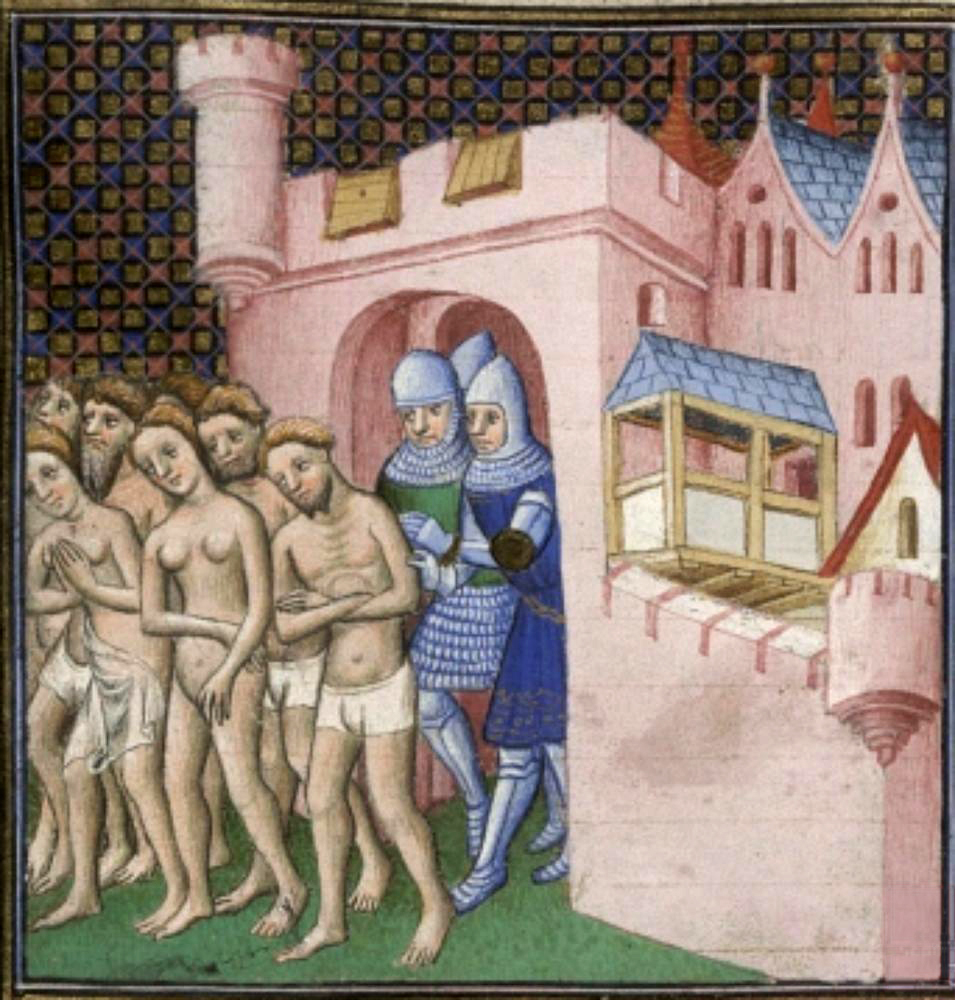
La noción de que el Dios bíblico es él mismo el Diablo ha sido considerado como herética al principal de los dogmas judío, cristiano e islámico y puede tratarse como blasfemia en cualquiera de estas religiones. Representación de catares siendo expulsados de Carcassonne.

Algunos autores religiosos a lo largo de la historia han propuesto la noción de que el Dios narrado en la Biblia es él mismo Diablo. Su argumento se basa que el Dios bíblico es una fuerza divina que causa sufrimiento, muerte y destrucción y que tienta o dirige a la humanidad a cometer violencia y genocidio. 
Estos escritos se refieren a este Dios de diversas maneras como "un demiurgos", "un ángel malvado", "el dios diablo", "el Príncipe de la Oscuridad", "la fuente de toda la maldad", "el Diablo", Martin Luther "un demonio", "un tirano cruel, iracundo y guerrero", "Satanás" y "la primera bestia del libro del Apocalipsis".
Muchos de los autores critican solo a Dios descrito en el Tanaj, en contraste con el "verdadero dios" que aseguran ver en el Nuevo Testamento. Sin embargo, otros autores aplican su condena al dios abrahámico que junta al Judaísmo, el Cristianismo y el Islam.
Los autores afirman sus críticas al hacer referencia a ciertos pasajes bíblicos describiendo acciones divinas que dicen que son malvadas o diabólicas. Muchos de los autores han sido severamente castigados por sus escritos, y sus seguidores han sido asesinados.
El filósofo anglo-estadounidense del siglo XVIII Thomas Paine escribió en The Age of Reason que "cada vez que leemos las historias obscenas, la corrupción voluptuosa, las ejecuciones crueles y tortuosas, la venganza implacable, con lo que más de la mitad de la Biblia está llena, sería más consistente que la llamáramos la palabra de un demonio, antes que la Palabra de Dios."